# Monta Klebebandwerk

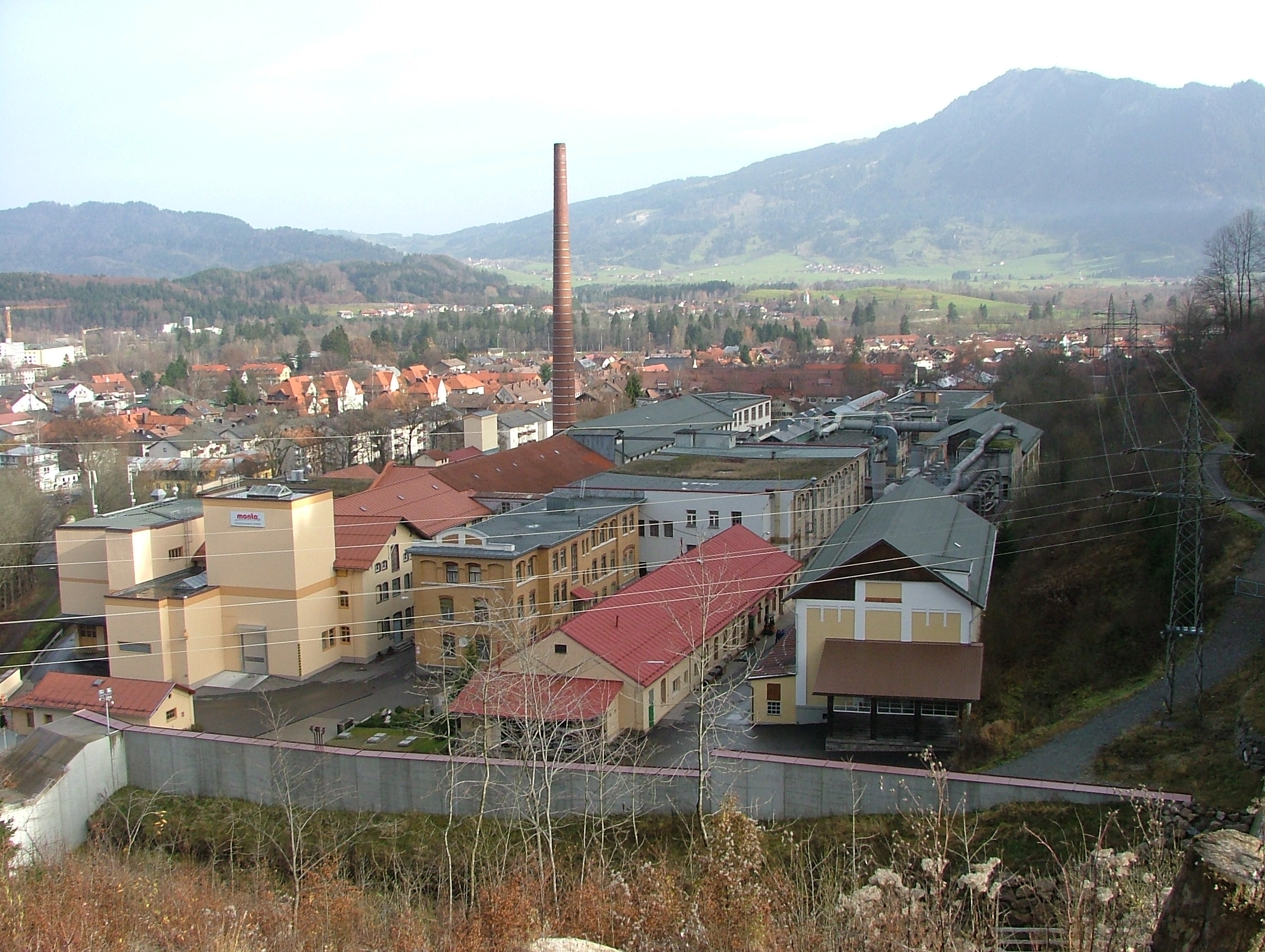
Werksgelände in Immenstadt

Die heutige monta Klebebandwerk GmbH ist ein mittelständischer Hersteller von Verpackungsklebebändern mit Sitz in Immenstadt im Allgäu. Das Unternehmen geht aus der 1855 gegründeten Mechanische Bindfadenfabrik Immenstadt hervor, die im 19. Jahrhundert das bedeutendste Unternehmen in Immenstadt war.

## Firmengeschichte

### Mechanische Bindfadenfabrik Immenstadt
Wie viele andere Allgäuer sah der aus einer eingesessenen Kaufbeurer Kaufmannsfamilie stammende Joseph Jakob Probst nach der niedergeschlagenen Revolution von 1848 bessere wirtschaftliche Entwicklungsmöglichkeiten in Amerika. Nach einem mehrjährigen Aufenthalt kam er von dort für kurze Zeit zurück und traf in Immenstadt auf „Josef Franz Eichele“, der am Ausgang des Steigbachtals eine kleine Achsenschmiede betrieb, zu der ein größerer Geländebesitz gehörte. Eichele beeindruckte Probst mit seinem weit reichenden technischen Wissen und seinem unternehmerischen Ehrgeiz so sehr, dass dieser seine Amerikapläne aufgab. Nach detaillierter Prüfung gründeten die beiden am 13. Mai 1855 die Firma „Holzhey, Eichele & Co.“ mit den Gründungsmitgliedern Carl Joseph Holzhey (?–1881) Fabrikbesitzer in Schwabmünchen und Schwiegersohn von JJ Probst, Josef Franz Eichele (1809–1876), Joseph Jakob Probst (1788–1859) Kaufmann in Kaufbeuren, dessen Söhne Adolph (1828–1907) und Julius Probst sowie den Schwiegersohn und Eisenbahnpionier Friedrich Ritter von Lössl aus Bamberg.S. 8–9
Ausschlaggebend für die Wahl von Immenstadt im Allgäu als Standort für die neue Fabrik zur industriellen Fertigung von Bindfäden war die ausreichend vorhandene Wasserkraft des Steigbaches, der Eisenbahnanschluss an die bis 1854 erbaute Ludwig-Süd-Nord-Bahn die Nähe des italienischen Hanfanbaus sowie ausreichend verfügbare Arbeitskräfte. Planung und Aufbau der umfangreichen Fabrikanlage leitete Friedrich Ritter von Lössl.
1856 nahm die Mechanische Bindfadenfabrik Immenstadt als erste Einrichtung dieser Art in Deutschland ihren Betrieb auf. Das technische Know-how stammte aus England, der benötigte Rohstoff Hanf wurde auf der Schiene aus Italien und Russland angeliefert. Für die produzierten Schnüre, Seile und Zwirne musste aber erst ein Markt geschaffen werden. Dies gelang durch intensive Werbung recht schnell und erfolgreich wie zahlreiche Prämierungen und Dokumente aus der Zeit belegen. Besonders bei der Schiffsausrüstung waren die Produkte gefragt. Jakob Probst starb 1859 und Adolph Probst führte fortan das Unternehmen alleine. Bereits 1866 wurde im Rahmen einer ersten Erweiterung ein eigenes Gaswerk zur Beleuchtung eingerichtet und 1874 ausgebaut.
Nach seiner Ausbildung und einem Aufenthalt in England trat Edmund Probst, der schon seit 1855 stiller Teilhaber war, ab Juli 1870 in die Leitung des Unternehmens mit ein. In den Folgejahren wurde die Fabrik von den beiden Brüdern weiter ausgebaut und auf dem Werksgelände ab 1880 ein Wasserkraftwerk mit drei Hochdruckturbinen und einer 1062 m langen Fallleitung erbaut. Es entstanden zudem ab 1871 rund um das Werk erste Werkswohnungen, 1875 das Marienheim für junge Arbeiterinnen sowie 1882 eine Fabrikantenvilla. Im Jahr 1880 erhielt die Mechanische Bindfadenfabrik Immenstadt auf der Weltausstellung in Melbourne eine Silbermedaille. 1895 schied Adolph Probst aus der Geschäftsleitung aus. 1897 wurde die Hofmühle Immenstadt aufgekauft, zu einer Garnbleiche umgebaut und zusätzlich um ein Turbinengebäude für eine Wasserturbine zur Stromversorgung erweitert. Um das Jahr 1900 wurden in der Mechanischen Bindfadenfabrik Immenstadt von ca. 1000 Mitarbeiter etwa 3.100 Tonnen Garn jährlich produziert und weltweit exportiert. Adolph Probst starb 1908, Edmund Probst 1918.

### Hanfwerke Füssen-Immenstadt AG
Mit der 1861 gegründeten Mechanischen Seilerwarenfabrik AG in Füssen war ein Konkurrent entstanden, der bereits 1912 gegenüber der Bindfadenfabrik Immenstadt eine um 50 % höhere Produktion und eine doppelt so hohe Kapitalausstattung aufwies. Schon ab 1893 hatte Adolph Probst versucht, Verhandlungen über eine Zusammenarbeit einzuleiten – allerdings vergeblich. Nach dem Ersten Weltkrieg wurden die Verhandlungen wieder aufgenommen und führten im März 1920 zur Fusion der beiden Gesellschaften zur Hanfwerke Füssen-Immenstadt AG mit Hauptsitz in Füssen. Das Immenstädter Werk arbeitete danach unter eigenen Direktoren und Verwaltungseinheiten. Das Gemeinschaftsunternehmen hatte zusammen einen Marktanteil von etwa 50 % und entwickelte sich zum größten deutschen Hanfwaren- und Bindfadenhersteller. Die Weltwirtschaftskrise traf das Unternehmen hart. So ging der Export im Jahr 1933 auf rund ein Drittel seines früheren Umfangs zurück. 1935 war die Belegschaft 2180 Personen stark, 1938 waren 2.8ß00 Mitarbeiter angestellt. Bis zu seinem Tod im Dezember 1938 war Heinrich Amschler Betriebsführer des Werks in Füssen. Zugleich war er Vorsitzender des als Verein organisierten Verbands der Deutschen Handindustrie und der Fachgruppe Hanfindustrie innerhalb der staatlichen Reichsgruppe Industrie. 1940 erfolgte die Umstellung der Produktion auf Papierfäden.
Nach dem Zweiten Weltkrieg stellten die Hanfwerke Füssen-Immenstadt unter anderem Bindegarne für die Landwirtschaft her. 1947 wurde eine Auslastung der vorhandenen Anlagen von rund 40 Prozent erreicht. Wegen des einbrechenden Markts für Hanfprodukte wurde das Unternehmen später umstrukturiert und 1964 im Werk Immenstadt eine Fertigungsstätte für Kunststofferzeugnisse (Hohlkörper und Flaschen) aufgebaut. 1967 legte eine Beschichtungsanlage für textilartige Gewebe den Grundstein für die Produktion von Verpackungs-Selbstklebebändern. Großaktionäre waren zu der Zeit die Bayerische Hypotheken- und Wechsel-Bank und die Familie Wagner.
Im Jahr 1969 übernahm der Augsburger Baustoffhändler Hans Glöggler die Aktienmehrheit der Hanfwerke Füssen-Immenstadt mit 18 Mio. DM Kredit, unter anderem der früheren Anteilseignern, um in den Folgejahren vornehmlich das Immobilien-Vermögen der Gesellschaft zu verwerten. Ab 1973 konzentrierte das Gesamtunternehmen seine chemotechnische Fertigung in Immenstadt. Aufgrund der Krisen in Bau- und Textilwirtschaft und risikobehafteter Geschäfte des Investors mussten die Hanfwerke Füssen-Immenstadt 1976 Insolvenz anmelden. 1978 erwarb der Frankfurter Baustoffkonzern Braas & Co. das Werk in Immenstadt aus der Konkursmasse. Der verbleibende Unternehmensteil wurde von den Mitarbeitern übernommen und als Füssener Textil AG weitergeführt. Ein Großbrand Anfang 1979 bot den Anlass für eine Modernisierung und den Ausbau des Werks.

### Monta Klebebandwerk GmbH
1983 übernahm eine deutsch-schweizerische Unternehmensgruppe die Immenstädter Firma und führte sie unter dem Namen monta Klebebandwerk GmbH weiter. Geschäftsleiter Johann Amoser konzentrierte die Produktpalette auf Klebebänder zur Verpackung und zum Verschluss von Kartons. Als Amoser aus Altersgründen monta 1990 an die 3M Deutschland GmbH verkaufte, wechselte sein gleichnamiger Neffe zum 3M-Mutterkonzern und strukturierte dort u. a. den europaweiten Einkauf neu.
Im Jahr 1997 stand monta erneut vor der Schließung. Der Eigentümer 3M Deutschland GmbH sah das Verpackungs-Selbstklebeband auf Lösungsmittelbasis nicht mehr als strategisches Produkt und übertrug die Geschäftsanteile auf den bisherigen Geschäftsführer sowie den ehemaligen technischen Leiter der „monta Klebebandwerk GmbH“. 2005 wurde schließlich Johann Amoser jun. alleiniger geschäftsführender Gesellschafter.
Im April 2015 zerstörte ein Großbrand das Gebäude und die Produktionsanlagen der Klebebandschneiderei. Ein Jahr nach dem Brand ging eine neue Klebebandschneiderei in Betrieb. Ende 2016 wurde Peter Hantl Geschäftsführer der Monta-Unternehmensgruppe. Im Dezember 2018 übernahm Roy Gibson die alleinige Geschäftsführung und wurde im Februar 2021 von Daniel Lückfeldt als neuer alleiniger Geschäftsführer abgelöst.

## Unternehmen
Die monta Klebebandwerk GmbH produziert und vertreibt an drei Standorten in Deutschland, Ungarn und Rumänien Verpackungsselbstklebebändern mit einem Kleber aus Kautschuk, Harz und Additiven.
Unternehmensstruktur:
- monta Klebebandwerk GmbH Immenstadt
  - Fix Pack SRL Târgu Mures, Rumänien
  - Fix Pack Kft Budaörs, Ungarn

## Historische Spuren
- Gasbeleuchtung: Bei einer Fabrikerweiterung im Jahr 1864 beschlossen die Gebrüder Probst Gasbeleuchtung einzuführen. Sie versuchten vergeblich, die Stadt und den nahe gelegenen Bahnhof für eine Beteiligung zu gewinnen. Das Gaswerk eröffnete im Winter 1866 und wurde 1874 vergrößert. Zusammen mit einer auf Ölgas umgestellten früheren Steinkohlen-Gasanstalt konnten 450 Flammen versorgt werden, von denen 40 Höfe, Straßen und werkseigene Wohnhäuser, die übrigen die Fabrikräume beleuchteten.[7]
- Obere und Untere Kolonie: Arbeitersiedlung, erbaut zwischen 1871 und 1894 durch die Mechanische Bindfadenfabrik Immenstadt ist heute denkmalgeschützt.[22]
- Marienheim: 1875 durch die Werksleitung in der Edmund-Probst-Straße errichtetes Wohnheim.
- Direktorenvilla Adolph-Probst-Straße 9: Ehem. Direktorenvilla des Adolph Probst, spätklassizistisch, erbaut um 1862/63 und steht unter Denkmalschutz.[22]
- Villa Edelweiß Adolph-Probst-Straße 6: Die 1882 von Edmund Probst auf dem Firmengelände nach Plänen des Architekten Jean Keller erbaute Fabrikantenvilla beherbergt heute die Städtische Musikschule und steht unter Denkmalschutz.[22][5]
- Steigbachwerk Gottesackerstraße 17:Das 1880 errichtete Wasserkraftwerk lieferte schon zu Beginn 270 kW zur Stromversorgung der Mechanischen Bindfadenfabrik Immenstadt. Es gilt als eine der ältesten Turbinenanlagen und mit einer Fallhöhe von 175 m als die erste Hochdruckanlage in Bayern. Die drei Hochdruckturbinen mit 100, 350 und 450 PS, hergestellt durch die Firma Johann Jakob Rieter und Komp. aus Winterthur nach Berechnungen von Moritz Schröter, waren zu ihrer Zeit in Fachkreisen viel beachtet. Das Kraftwerk besteht noch heute.[23][24][25]
- Böhmerviertel Edmund-Probst-Straße 9–20: Arbeitersiedlung, erbaut zwischen 1897 und 1909 durch die Mechanische Bindfadenfabrik Immenstadt ist heute denkmalgeschützt.[22][5]
- Hofmühle Immenstadt An der Aach 14: Ehemaliges Wasserkraftwerk und Bleiche der Mechanischen Bindfadenfabrik Immenstadt aus dem Jahr 1767 ist heute Museum und steht unter Denkmalschutz. Hier findet sich eine Ausstellung zur Unternehmensgeschichte.[22][5] Das Turbinengebäude von 1897 über die Konstanzer Ach, welches auf dem Luftbild von 1916 noch zu sehen ist, ist heute nicht mehr vorhanden.
- Edmund-Probst-Haus: Die Schutzhütte der Sektion Allgäu-Immenstadt des Deutschen Alpenvereins am Nebelhorn in den Allgäuer Alpen wurde 1918 nach Firmengründer Edmund Probst benannt. Zudem gibt es in Immenstadt die Edmund-Probst-Straße.
- Aktien der Hanfwerke Füssen-Immenstadt AG werden unter Sammlern gehandelt.
- Ein Waggon der Mechanischen Bindfadenfabrik Immenstadt von der Königlich Bayerischen Staatseisenbahnen wird heute als H0-Modell (Nr.:24098-05) von der Firma Trix angeboten.[26]

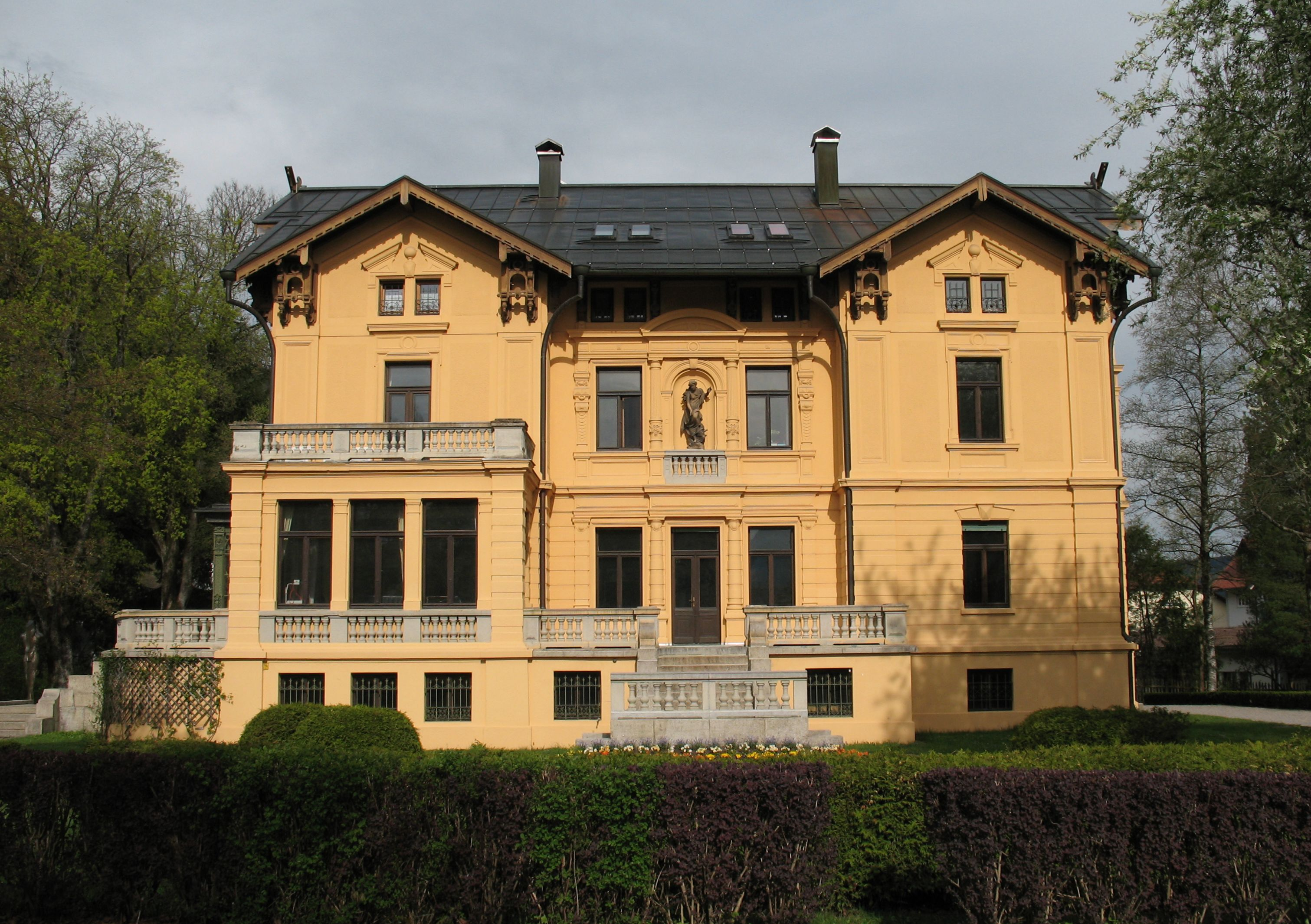
Villa Edelweiß von Edmund Probst
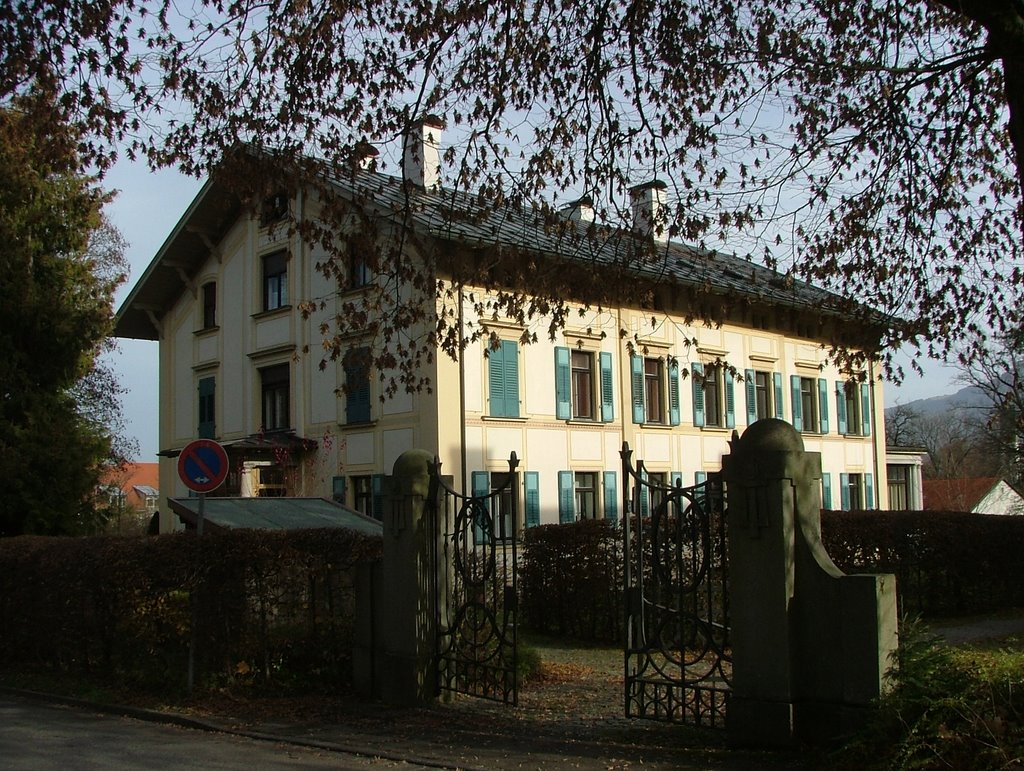
Direktorenvilla von Adolph Probst
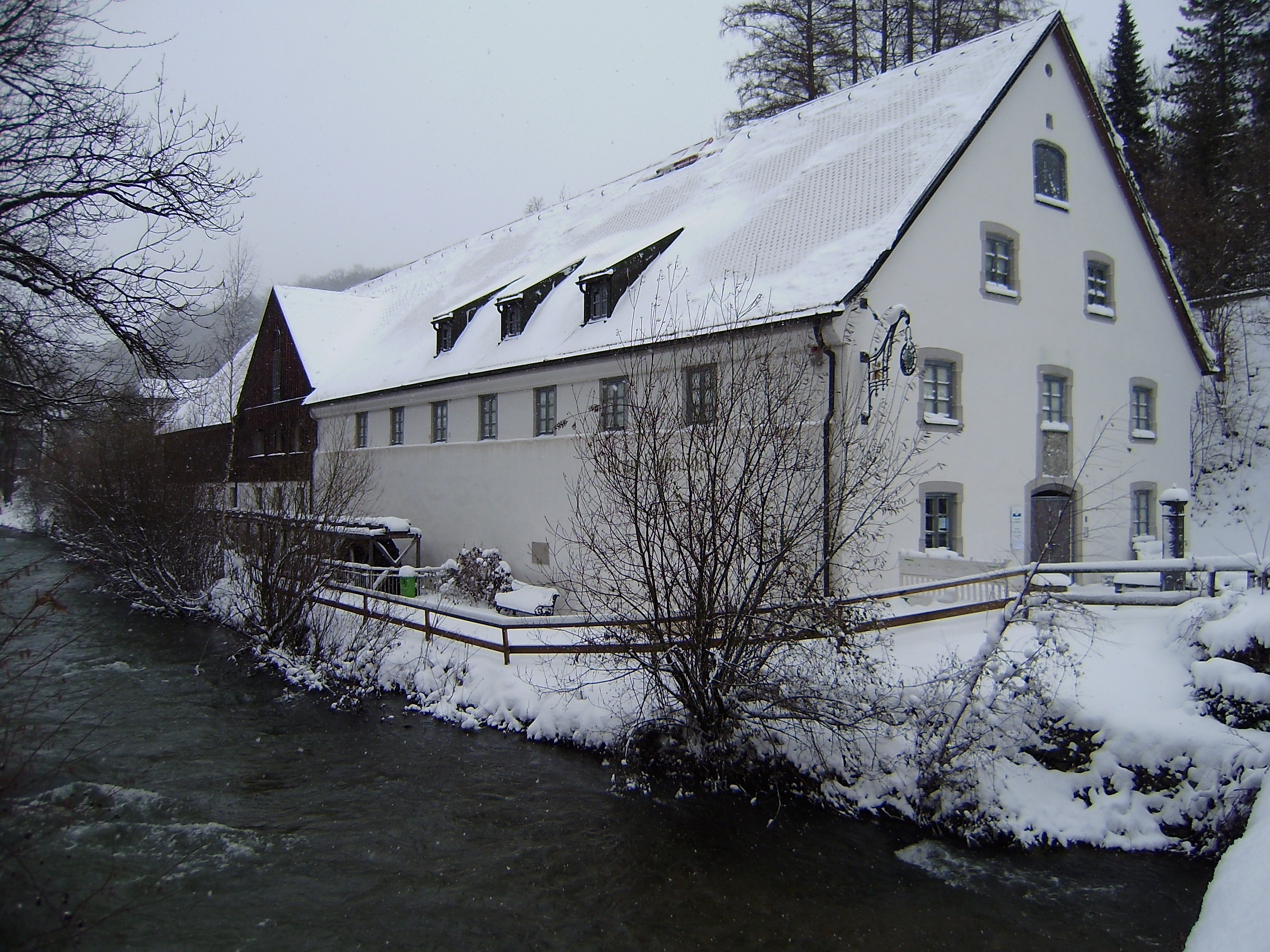
Museum Hofmühle Immenstadt
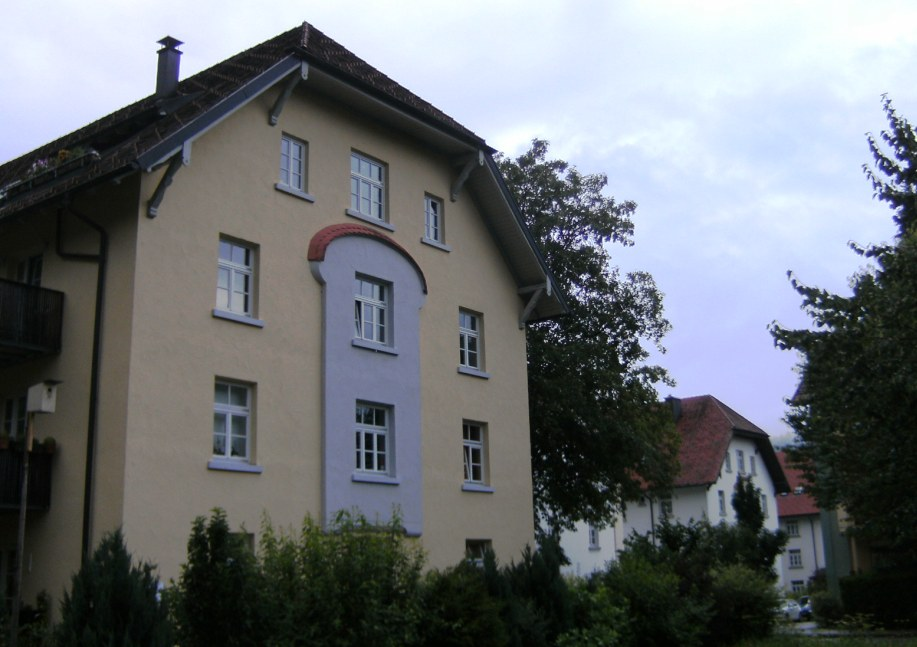
Werkssiedlung Mechanische Bindfadenfabrik
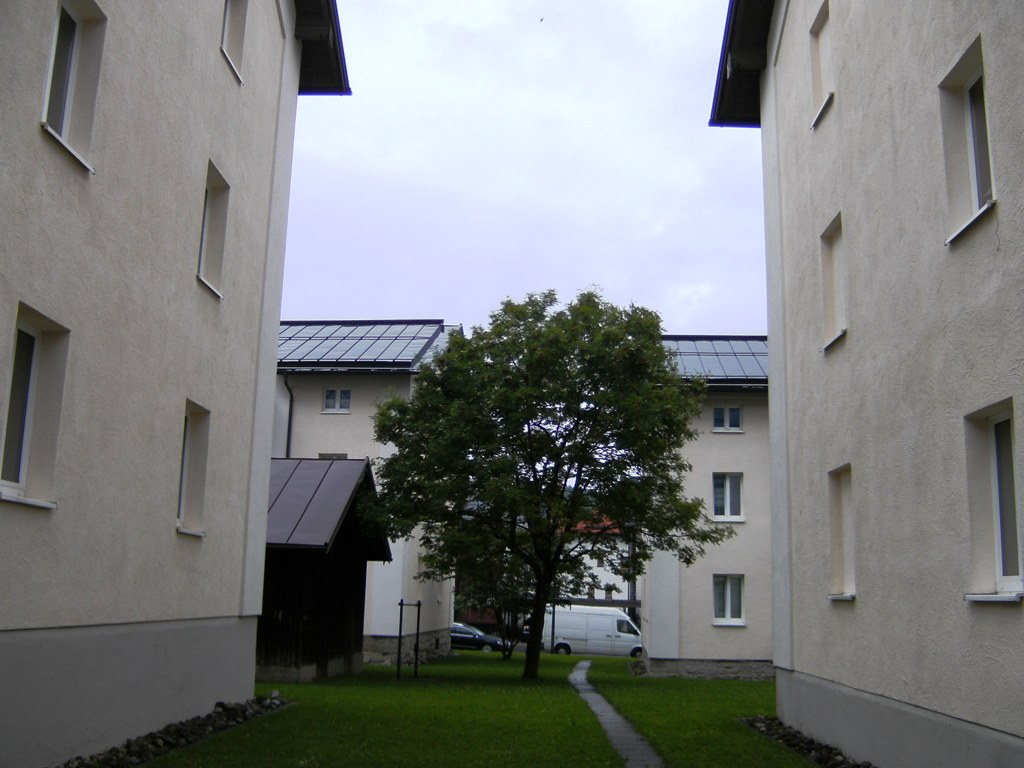
Immenstadt Kolonie
Luftaufnahme 1916, Werk, Villa und Arbeitersiedlungen der Bindfadenfabrik
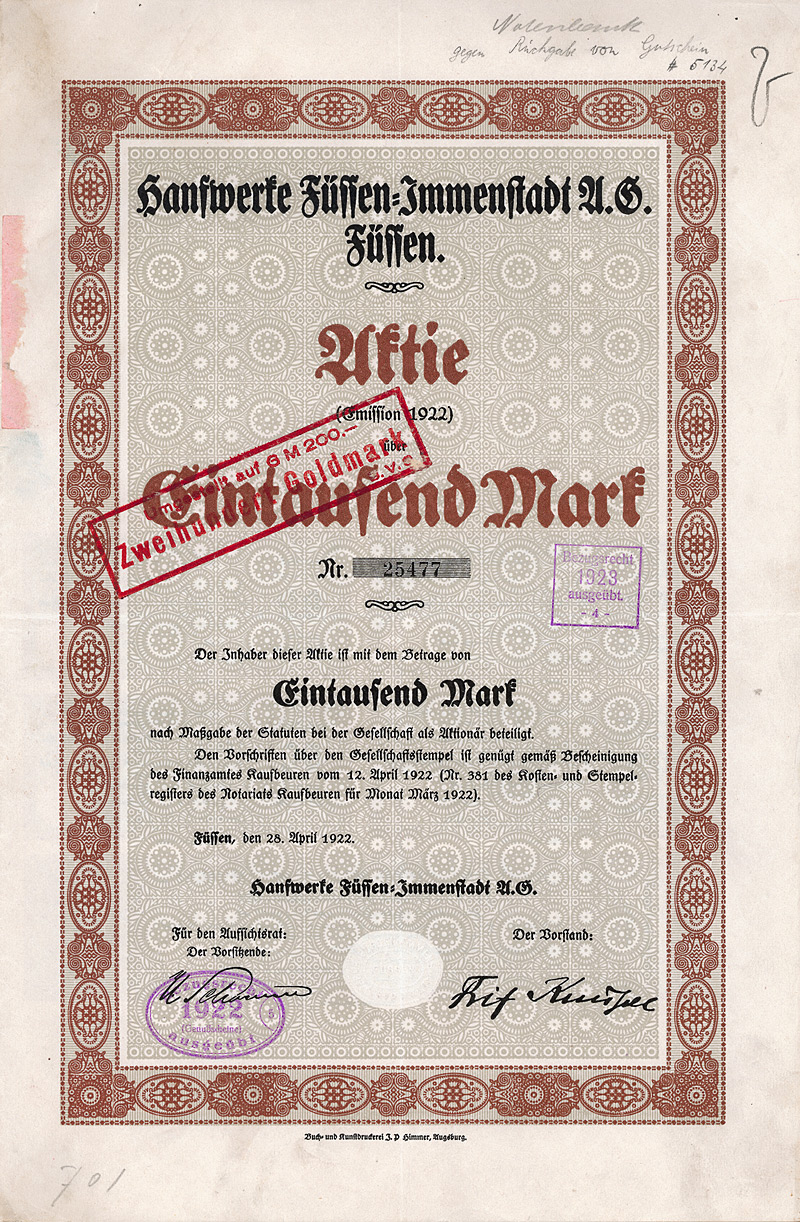
Aktie vom 28. April 1922